# Nadwiślanka
Nadwiślanka – wieś w Polsce położona w województwie lubelskim, w powiecie ryckim, w gminie Stężyca.
W latach 1975–1998 miejscowość należała administracyjnie do ówczesnego województwa lubelskiego.
Wieś jest sołectwem w gminie Stężyca. Według Narodowego Spisu Powszechnego z roku 2011 wieś liczyła 96 mieszkańców.

## Historia
Nadwiślanka w wieku XIX – niewielka wieś licząca 4 domy i 32 mieszkańców w powiecie garwolińskim, w ówczesnej gminie Pawłowice. Wieś posiadała 261 mórg gruntu.